# The Mummy (pel·lícula de 2017)
The Mummy és una pel·lícula estatunidenca d'acció i aventures fantàstica del 2017 dirigida per Alex Kurtzman i escrita per David Koepp, Christopher McQuarrie i Dylan Kussman, amb una història del mateix Kurtzman, Jon Spaihts i Jenny Lumet. Representa un rellançament de la franquícia La mòmia com a part de la sèrie de l'Univers Fosc d'Universal, protagonitzada per Tom Cruise com el sergent de l'exèrcit dels EUA Nick Morton, un soldat que desenterra accidentalment l'antiga tomba de la princesa egípcia Ahmanet (Sofia Boutella). Annabelle Wallis, Jake Johnson, Courtney B. Vance i Russell Crowe també la protagonitzen. S'ha subtitulat al català.
The Mummy es va exhibir per primer cop al State Theatre de Sydney (Austràlia) el 22 de maig de 2017, i es va estrenar als Estats Units el 9 de juny de 2017 en 2D, 3D i IMAX 3D. Va rebre crítiques generalment negatives i va tenir un mal rendiment a la taquilla, ja que va recaptar 410 milions de dòlars a tot el món. La pel·lícula tenia la intenció de llançar l'Univers Fosc, un univers cinematogràfic basat en la clàssica sèrie de pel·lícules Monstres Clàssics, però després del seu pobre rendiment de taquilla, el projecte es va abandonar.

## Repartiment

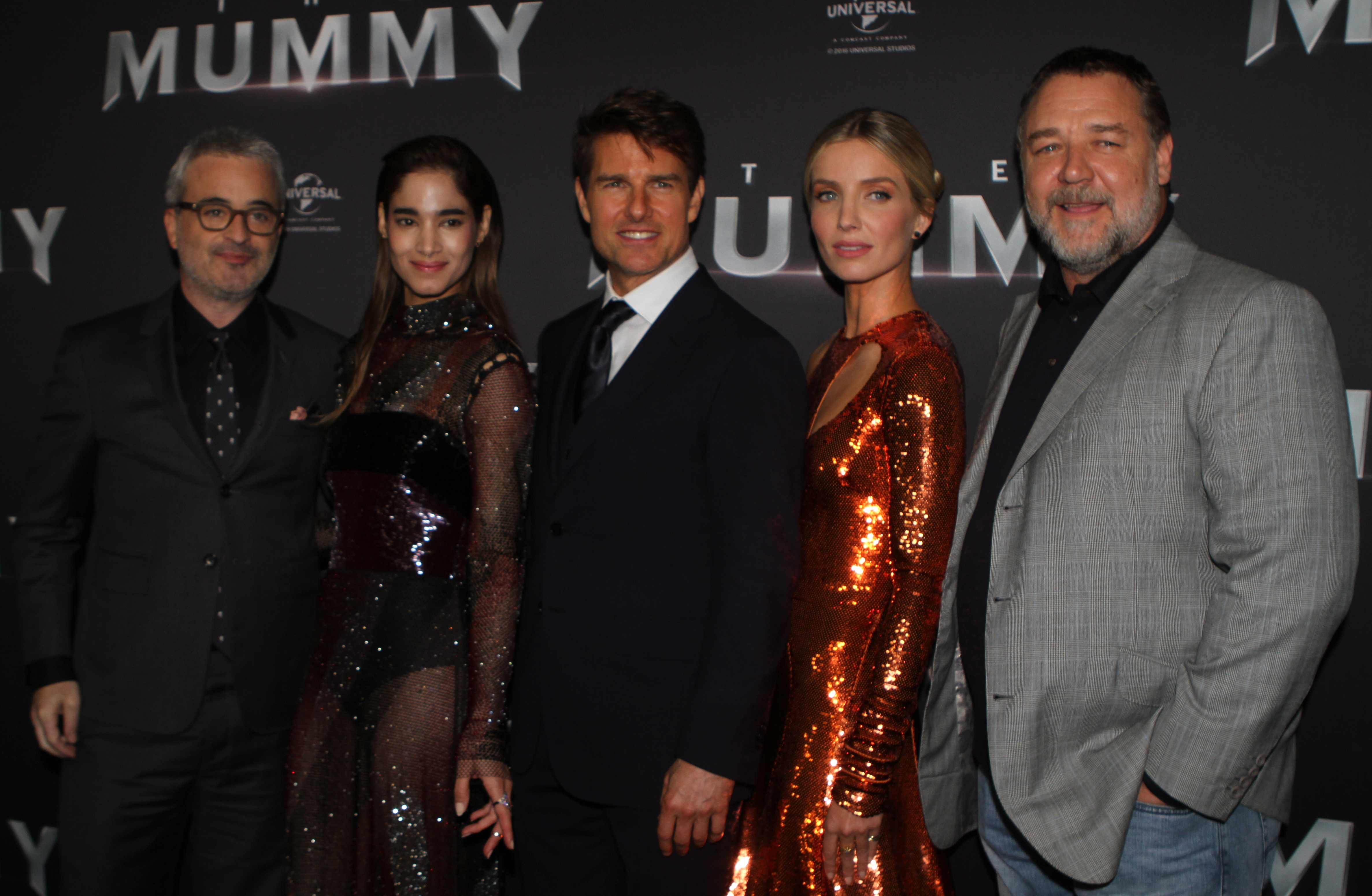
El director Alex Kurtzman amb els actors principals de la pel·lícula. D'esquerra a dreta: Sofia Boutella, Tom Cruise, Annabelle Wallis i Russell Crowe.

- Tom Cruise com a Nick Morton,[8] un sergent de l'exèrcit dels Estats Units.
- Annabelle Wallis com a Jennifer "Jenny" Halsey, una arqueòloga.
- Sofia Boutella com a Ahmanet, el personatge principal.[9][10] Es basa lliurement en Imhotep de les pel·lícules originals de La mòmia, així com en l'antiga deessa egípcia, Amaunet.
- Jake Johnson com a Chris Vail, amic i aliat més proper d'en Nick.
- Courtney B. Vance com a coronel Greenway,[11] oficial superior d'en Nick i en Chris.
- Russell Crowe com el Dr. Henry Jekyll/Sr. Edward Hyde.[12]
- Marwan Kenzari com a Malik,[13] el cap de seguretat d'en Jekyll i membre de Prodigium.
- Javier Botet com a Seth,[14] l'antic deu egipci de la mort.